# Tour of California 2017
12. edycja wyścigu kolarskiego Tour of California odbyła się w dniach 14-20 maja 2017 roku. Liczyła siedem etapów, o łącznym dystansie 938 km. Wyścig zaliczany był do rankingu światowego UCI World Tour 2017.

## Uczestnicy
Na starcie wyścigu stanęło 17 ekip. Wśród nich znalazło się dwanaście ekip UCI World Tour 2017 oraz pięć zaproszonych przez organizatorów.
| Numery | Kod | Drużyna              |
| ------ | --- | -------------------- |
| 1-8    | QST | Quick-Step Floors    |
| 11-18  | BMC | BMC Racing Team      |
| 21-28  | BOH | Bora-Hansgrohe       |
| 31-38  | CDT | Cannondale-Drapac    |
| 41-48  | KAT | Team Katusha-Alpecin |
| 51-58  | TFS | Trek-Segafredo       |
| 61-68  | TLJ | Team LottoNL-Jumbo   |
| 71-78  | COF | Cofidis              |
| 81-88  | RLY | Rally Cycling        |

| Numery  | Kod | Drużyna                |
| ------- | --- | ---------------------- |
| 91-98   | SKY | Team Sky               |
| 101-108 | UAD | UAE Team Emirates      |
| 111-118 | SUN | Team Sunweb            |
| 121-128 | AST | Astana Pro Team        |
| 131-138 | DDD | Dimension Data         |
| 141-148 | UHC | UnitedHealthcare       |
| 151-158 | TNN | Team Novo Nordisk      |
| 161-168 | JBC | Jelly Belly p/b Maxxis |

## Etapy
| Etap | Data    | Start – Meta                  | km    | Typ         | Zwycięzca etapu | Lider          |
| ---- | ------- | ----------------------------- | ----- | ----------- | --------------- | -------------- |
| 1.   | 14 maja | Sacramento - Sacramento       | 167   | Płaski      | Marcel Kittel   | Marcel Kittel  |
| 2.   | 15 maja | Modesto – San Jose            | 144,5 | Pagórkowaty | Rafał Majka     | Rafał Majka    |
| 3.   | 16 maja | Pismo Beach – Morro Bay       | 192,5 | Płaski      | Peter Sagan     | Rafał Majka    |
| 4.   | 17 maja | Santa Barbara – Santa Clarita | 159,5 | Płaski      | Evan Huffman    | Rafał Majka    |
| 5.   | 18 maja | Ontario – Mount San Antonio   | 125,5 | Górski      | Andrew Talansky | Rafał Majka    |
| 6.   | 19 maja | Big Bear Lake - Big Bear Lake | 24    | ITT         | Jonathan Dibben | George Bennett |
| 7.   | 20 maja | Mountain High - Pasadena      | 125   | Pagórkowaty | Evan Huffman    | George Bennett |

### Etap 1 - 14.05: Sacramento > Sacramento, 167 km
| #    | Zawodnik        | Zespół | Czas       |
| ---- | --------------- | ------ | ---------- |
| 1.   | Marcel Kittel   | QST    | 3h 45' 35" |
| 2.   | Peter Sagan     | BOH    | + 0"       |
| 3.   | Elia Viviani    | SKY    | + 0"       |
|      |                 |        |            |
| 18.  | Paweł Poljański | BOH    | + 4"       |
| 21.  | Rafał Majka     | BOH    | + 4"       |
| 111. | Maciej Bodnar   | BOH    | + 26"      |

| #    | Zawodnik        | Zespół | Czas       |
| ---- | --------------- | ------ | ---------- |
| 1.   | Marcel Kittel   | QST    | 3h 45' 25" |
| 2.   | Peter Sagan     | BOH    | + 4"       |
| 3.   | Elia Viviani    | SKY    | + 6"       |
|      |                 |        |            |
| 20.  | Paweł Poljański | BOH    | + 14"      |
| 23.  | Rafał Majka     | BOH    | + 14"      |
| 111. | Maciej Bodnar   | BOH    | + 36"      |

### Etap 2 - 15.05: Modesto > San Jose, 144,5 km
| #    | Zawodnik        | Zespół | Czas       |
| ---- | --------------- | ------ | ---------- |
| 1.   | Rafał Majka     | BOH    | 3h 43' 46" |
| 2.   | George Bennett  | TLJ    | + 0"       |
| 3.   | Ian Boswell     | SKY    | + 7"       |
|      |                 |        |            |
| 27.  | Paweł Poljański | BOH    | + 4' 36"   |
| 118. | Maciej Bodnar   | BOH    | + 20' 46"  |

| #    | Zawodnik        | Zespół | Czas       |
| ---- | --------------- | ------ | ---------- |
| 1.   | Rafał Majka     | BOH    | 7h 29' 14" |
| 2.   | George Bennett  | TLJ    | + 2"       |
| 3.   | Ian Boswell     | SKY    | + 14"      |
|      |                 |        |            |
| 26.  | Paweł Poljański | BOH    | + 4' 47"   |
| 119. | Maciej Bodnar   | BOH    | + 21' 19"  |

### Etap 3 - 16.05: Pismo Beach > Morro Bay, 192,5 km
| #    | Zawodnik        | Zespół | Czas       |
| ---- | --------------- | ------ | ---------- |
| 1.   | Peter Sagan     | BOH    | 4h 53' 26" |
| 2.   | Rick Zabel      | KAT    | + 0"       |
| 3.   | Simone Consonni | UAD    | + 0"       |
|      |                 |        |            |
| 24.  | Rafał Majka     | BOH    | + 3"       |
| 64.  | Paweł Poljański | BOH    | + 3"       |
| 108. | Maciej Bodnar   | BOH    | + 39"      |

| #    | Zawodnik        | Zespół | Czas        |
| ---- | --------------- | ------ | ----------- |
| 1.   | Rafał Majka     | BOH    | 12h 22' 43" |
| 2.   | George Bennett  | TLJ    | + 2"        |
| 3.   | Ian Boswell     | SKY    | + 14"       |
|      |                 |        |             |
| 26.  | Paweł Poljański | BOH    | + 4' 47"    |
| 118. | Maciej Bodnar   | BOH    | + 21' 55"   |

### Etap 4 - 17.05: Santa Barbara > Santa Clarita, 159,5 km
| #   | Zawodnik         | Zespół | Czas       |
| --- | ---------------- | ------ | ---------- |
| 1.  | Evan Huffman     | RLY    | 4h 41' 52" |
| 2.  | Rob Britton      | RLY    | + 0"       |
| 3.  | Lennard Hofstede | SUN    | + 0"       |
|     |                  |        |            |
| 19. | Rafał Majka      | BOH    | + 13"      |
| 47. | Maciej Bodnar    | BOH    | + 22"      |
| 49. | Paweł Poljański  | BOH    | + 30"      |

| #   | Zawodnik        | Zespół | Czas        |
| --- | --------------- | ------ | ----------- |
| 1.  | Rafał Majka     | BOH    | 16h 04' 48" |
| 2.  | George Bennett  | TLJ    | + 2"        |
| 3.  | Ian Boswell     | SKY    | + 14"       |
|     |                 |        |             |
| 27. | Paweł Poljański | BOH    | + 5' 04"    |
| 78. | Maciej Bodnar   | BOH    | + 22' 04"   |

### Etap 5 - 18.05: Ontario > Mount San Antonio, 125,5 km
| #    | Zawodnik        | Zespół | Czas       |
| ---- | --------------- | ------ | ---------- |
| 1.   | Andrew Talansky | CDT    | 3h 43' 15" |
| 2.   | Rafał Majka     | BOH    | + 0"       |
| 3.   | George Bennett  | TLJ    | + 2"       |
|      |                 |        |            |
| 29.  | Paweł Poljański | BOH    | + 5' 50"   |
| 105. | Maciej Bodnar   | BOH    | + 25' 25"  |

| #   | Zawodnik        | Zespół | Czas        |
| --- | --------------- | ------ | ----------- |
| 1.  | Rafał Majka     | BOH    | 19h 47' 57" |
| 2.  | George Bennett  | TLJ    | + 6"        |
| 3.  | Ian Boswell     | SKY    | + 25"       |
|     |                 |        |             |
| 25. | Paweł Poljański | BOH    | + 11' 00"   |
| 92. | Maciej Bodnar   | BOH    | + 47' 35"   |

### Etap 6 - 19.05: Big Bear Lake > Big Bear Lake, 24 km
| #   | Zawodnik         | Zespół | Czas     |
| --- | ---------------- | ------ | -------- |
| 1.  | Jonathan Dibben  | SKY    | 28' 27"  |
| 2.  | Brent Bookwalter | BMC    | + 7"     |
| 3.  | Andrew Talansky  | CDT    | + 16"    |
|     |                  |        |          |
| 8.  | Maciej Bodnar    | BOH    | + 23"    |
| 22. | Rafał Majka      | BOH    | + 59"    |
| 61. | Paweł Poljański  | BOH    | + 2' 15" |

| #   | Zawodnik        | Zespół | Czas        |
| --- | --------------- | ------ | ----------- |
| 1.  | George Bennett  | TLJ    | 20h 16' 48" |
| 2.  | Rafał Majka     | BOH    | + 35"       |
| 3.  | Andrew Talansky | CDT    | + 36"       |
|     |                 |        |             |
| 25. | Paweł Poljański | BOH    | + 12' 51"   |
| 76. | Maciej Bodnar   | BOH    | + 47' 34"   |

### Etap 7 - 20.05: Mountain High > Pasadena, 125 km
| #   | Zawodnik        | Zespół | Czas       |
| --- | --------------- | ------ | ---------- |
| 1.  | Evan Huffman    | RLY    | 2h 37' 28" |
| 2.  | David López     | SKY    | + 0"       |
| 3.  | Nicolas Edet    | COF    | + 0"       |
|     |                 |        |            |
| 17. | Rafał Majka     | BOH    | + 22"      |
| 48. | Paweł Poljański | BOH    | + 53"      |
| 73. | Maciej Bodnar   | BOH    | + 1' 07"   |

| #   | Zawodnik        | Zespół | Czas        |
| --- | --------------- | ------ | ----------- |
| 1.  | George Bennett  | TLJ    | 22h 54' 38" |
| 2.  | Rafał Majka     | BOH    | + 35"       |
| 3.  | Andrew Talansky | CDT    | + 36"       |
|     |                 |        |             |
| 24. | Paweł Poljański | BOH    | + 13' 22"   |
| 72. | Maciej Bodnar   | BOH    | + 48' 19"   |

## Liderzy klasyfikacji po etapach
| Etap                 | Zwycięzca            | Klasyfikacja generalna | Klasyfikacja punktowa | Klasyfikacja górska | Klasyfikacja młodzieżowa | Klasyfikacja drużynowa |
| -------------------- | -------------------- | ---------------------- | --------------------- | ------------------- | ------------------------ | ---------------------- |
| 1                    | Marcel Kittel        | Marcel Kittel          | Marcel Kittel         | –                   | Floris Gerts             | Team Katusha-Alpecin   |
| 2                    | Rafał Majka          | Rafał Majka            | Rafał Majka           | Daniel Jaramillo    | Lachlan Morton           | Team Sky               |
| 3                    | Peter Sagan          | Rafał Majka            | Peter Sagan           | Daniel Jaramillo    | Lachlan Morton           | Team Sky               |
| 4                    | Evan Huffman         | Rafał Majka            | Peter Sagan           | Daniel Jaramillo    | Lachlan Morton           | Team Sky               |
| 5                    | Andrew Talansky      | Rafał Majka            | Peter Sagan           | Daniel Jaramillo    | Lachlan Morton           | Team Sky               |
| 6                    | Jonathan Dibben      | George Bennett         | Peter Sagan           | Daniel Jaramillo    | Tao Geoghegan Hart       | Team Sky               |
| 7                    | Evan Huffman         | George Bennett         | Peter Sagan           | Daniel Jaramillo    | Lachlan Morton           | Team Sky               |
| Klasyfikacja końcowa | Klasyfikacja końcowa | George Bennett         | Peter Sagan           | Daniel Jaramillo    | Lachlan Morton           | Team Sky               |

## Klasyfikacje końcowe

### Klasyfikacja generalna
| M-ce | Zawodnik             | Zespół             | Czas        |
| ---- | -------------------- | ------------------ | ----------- |
| 1.   | George Bennett       | Team LottoNL-Jumbo | 22h 54' 38" |
| 2.   | Rafał Majka          | Bora-Hansgrohe     | + 35"       |
| 3.   | Andrew Talansky      | Cannondale-Drapac  | + 36"       |
| 4.   | Brent Bookwalter     | BMC Racing Team    | + 45"       |
| 5.   | Ian Boswell          | Team Sky           | + 1' 00"    |
| 6.   | Vegard Stake Laengen | UAE Team Emirates  | + 1' 54"    |
| 7.   | Lachlan Morton       | Dimension Data     | + 1' 55"    |
| 8.   | Tao Geoghegan Hart   | Team Sky           | + 2' 12"    |
| 9.   | Sam Oomen            | Team Sunweb        | + 2' 15"    |
| 10.  | Haimar Zubeldia      | Trek-Segafredo     | + 3' 14"    |
|      |                      |                    |             |
| 24.  | Paweł Poljański      | Bora-Hansgrohe     | + 13' 22"   |
| 72.  | Maciej Bodnar        | Bora-Hansgrohe     | + 48' 19"   |

| M-ce | Zawodnik        | Zespół             | Punkty |
| ---- | --------------- | ------------------ | ------ |
| 1.   | Peter Sagan     | Bora-Hansgrohe     | 46     |
| 2.   | Evan Huffman    | Rally Cycling      | 33     |
| 3.   | George Bennett  | Team LottoNL-Jumbo | 31     |
| 4.   | Rafał Majka     | Bora-Hansgrohe     | 28     |
| 5.   | Andrew Talansky | Cannondale-Drapac  | 25     |
|      |                 |                    |        |
| 40.  | Maciej Bodnar   | Bora-Hansgrohe     | 3      |

| M-ce | Zawodnik         | Zespół           | Punkty |
| ---- | ---------------- | ---------------- | ------ |
| 1.   | Daniel Jaramillo | UnitedHealthcare | 38     |
| 2.   | Evan Huffman     | Rally Cycling    | 38     |
| 3.   | Rafał Majka      | Bora-Hansgrohe   | 25     |
| 4.   | Rob Britton      | Rally Cycling    | 22     |
| 5.   | Lachlan Morton   | Dimension Data   | 21     |

| M-ce | Zawodnik              | Zespół            | Czas        |
| ---- | --------------------- | ----------------- | ----------- |
| 1.   | Lachlan Morton        | Dimension Data    | 22h 56' 33" |
| 2.   | Tao Geoghegan Hart    | Team Sky          | + 17"       |
| 3.   | Sam Oomen             | Team Sunweb       | + 20"       |
| 4.   | Enric Mas             | Quick-Step Floors | + 2' 32"    |
| 5.   | Maximilian Schachmann | Quick-Step Floors | + 2' 55"    |

| M-ce | Zespół             | Czas        |
| ---- | ------------------ | ----------- |
| 1.   | Team Sky           | 68h 50' 04" |
| 2.   | BMC Racing Team    | + 5' 44"    |
| 3.   | Cofidis            | + 12' 10"   |
| 4.   | Team LottoNL-Jumbo | + 18' 22"   |
| 5.   | Cannondale-Drapac  | + 23' 38"   |